# Ерік Адамс
Ерік Лерой Адамс (англ. Eric Leroy Adams; нар. 1 вересня 1960) — американський політик і колишній поліцейський, який обіймає посаду 110-го мера Нью-Йорка з 1 січня 2022 року. Адамс більше 20 років працював офіцером транспортної поліції Нью-Йорка, а потім — Департаменту поліції Нью-Йорка, після чого пішов у відставку в чині капітана. З 2006 по 2013 роки він працював у Сенаті штату Нью-Йорк, представляючи 20-й сенатський округ у Брукліні. У листопаді 2013 року Адамс був обраний президентом округу Бруклін, став першим афроамериканцем на цій посаді, і переобраний у листопаді 2017 року.
17 листопада 2020 року Адамс оголосив про свою кандидатуру в мери Нью-Йорка. 6 липня 2021 року Associated Press оголосило Адамса переможцем праймеріз на виборах мера від Демократичної партії. На загальних виборах він переміг республіканця Кертіса Сліву.
У вересні 2024 року почалася серія кримінальних розслідувань щодо адміністрації Адамса. 25 вересня Адамсу було пред'явлено федеральні звинувачення у хабарництві, шахрайстві та вимаганні незаконних іноземних внесків у передвиборчу кампанію внаслідок федерального розслідування корупції. Він став першим мером в історії Нью-Йорка, якому було висунуто кримінальні обвинувачення під час перебування на посаді.

## Ерік Адамс та Україна
24 серпня 2024 року мер Нью-Йорка Ерік Адамс підняв український прапор на Мангеттені й привітав українців з Днем Незалежності.
Мер нагадав, що з початком повномасштабної війни місто відразу підтримало Україну — «фінансово і морально».
| «Ми піднімаємо цей прапор, аби заявити, що й далі підтримуватимемо вас у боротьбі за свою свободу й незалежність.» |
«Коли ми боротимемося, то перемагатимемо», додав Адамс.